# Piobesi d'Alba
Piobesi d'Alba (Piobs o Pióbes in piemontese) è un comune italiano di 1 460 abitanti della provincia di Cuneo in Piemonte. Fa parte della delimitazione geografica del Roero.

## Geografia fisica
Piobesi è situato sulla provinciale Alba-Carmagnola. Estesosi con gli anni, ormai il paese è diventato tutt'uno con Corneliano d'Alba.

## Storia
Di antica fondazione, nel Medioevo fu soggetta alla dominazione di Asti e, nel XIV secolo, a Tommaso II di Saluzzo. Ivi sorgeva un castello, oggi distrutto, posto sul colle vicino al paese. Quando i Saluzzo persero via via potere nel Piemonte centrale, Piobesi divenne feudo dei Roero per passare, con il Trattato di Lione, a Carlo Emanuele I di Savoia.
Nel 1928 il comune fu aggregato a Corneliano d'Alba, ma nel 1946 il comune di Piobesi venne ricostituito.

### Simboli
Lo stemma e il gonfalone del comune sono stati concessi con decreto del presidente della Repubblica del 21 settembre 2011.
Il gonfalone è un drappo di giallo con la bordatura di azzurro.

## Monumenti e luoghi d'interesse

### Architetture religiose
- Chiesa di San Rocco, del XVII secolo
- Chiesa di "Maria Immacolata" sul Bricco di Piobesi con vista panoramica

## Società

### Evoluzione demografica
Abitanti censiti

### Etnie e minoranze straniere
Secondo i dati Istat al 31 dicembre 2017, i cittadini stranieri residenti a Piobesi d'Alba sono 90, così suddivisi per nazionalità, elencando per le presenze più significative:
1. Romania, 36

## Cultura

### Feste e fiere
- Festa della Madonna del Carmine nella 2ª settimana di luglio
- Fiera della Raviora comooda a maggio
- Carvé vej a febbraio

## Economia
Centro agricolo, Piobesi è tra i centri di produzione del vino Barbera d'Alba e Roero. Nel 1900 vi è stata fondata la Antica Distilleria Sibona. Fino al 2001 si trovava a Piobesi la sede centrale dell'azienda dolciaria Nutkao.

## Amministrazione
Di seguito è presentata una tabella relativa alle amministrazioni che si sono succedute in questo comune.
| Periodo        | Periodo        | Primo cittadino  | Partito                             | Carica  | Note   |
| -------------- | -------------- | ---------------- | ----------------------------------- | ------- | ------ |
| 5 giugno 1985  | 28 maggio 1990 | Antonio Botto    | lista civica                        | Sindaco | [ 10 ] |
| 28 maggio 1990 | 24 aprile 1995 | Giuseppe Sammorì | Democrazia Cristiana                | Sindaco | [ 10 ] |
| 24 aprile 1995 | 14 giugno 1999 | Giuseppe Sammorì | Partito Popolare Italiano           | Sindaco | [ 10 ] |
| 14 giugno 1999 | 14 giugno 2004 | Giuseppe Sammorì | Partito Popolare Italiano           | Sindaco | [ 10 ] |
| 14 giugno 2004 | 8 giugno 2009  | Pier Carlo Gallo | lista civica                        | Sindaco | [ 10 ] |
| 8 giugno 2009  | 26 maggio 2014 | Pier Carlo Gallo | lista civica                        | Sindaco | [ 10 ] |
| 26 maggio 2014 | 26 maggio 2019 | Mario Rinarelli  | lista civica: Piobesi per il futuro | Sindaco | [ 10 ] |
| 26 maggio 2019 | in carica      | Mauro Prino      | lista civica: Piobesi per tutti     | Sindaco | [ 10 ] |